# スペクトル分解 (関数解析学)
数学の関数解析学の分野において、あるバナッハ空間 {\displaystyle X}（関数解析学における基本概念の一つ）上の線型作用素 {\displaystyle T} のスペクトルは、作用素 {\displaystyle T-\lambda } が {\displaystyle X} 上に有界な逆作用素を持たないようなすべてのスカラー {\displaystyle \lambda } で構成される。そのようなスペクトルは、通常以下の三つの部分に分解（ぶんかい、英: decomposition）される：
- 点スペクトル（point spectrum）：{\displaystyle T} の固有値で構成される；
- 連続スペクトル（continuous spectrum）：固有値ではないが、{\displaystyle T-\lambda } の値域を空間内の稠密な真部分集合にするようなスカラーで構成される；
- 剰余スペクトル（residual spectrum）：そのスペクトル内のその他すべてのスカラーで構成される。

この分解は微分方程式の研究において意義深いものであり、理学や工学の多分野に亘って応用されているものである。量子力学における有名な例では、励起状態にある水素原子によって放射される光の離散スペクトルと連続帯の説明に、この概念が用いられる。

## 定義

### バナッハ空間上の有界作用素に対して
X をバナッハ空間とし、L(X) を X 上の有界作用素の族とし、T ∈ L(X) とする。スペクトルの定義に従うと、ある複素数 λ が T のスペクトル σ(T) に含まれるとは、T − λ が L(X) 内に逆作用素を持たないことを言う。
T − λ が全単射であるなら、その逆作用素は有界である。この事実は、関数解析学の開写像定理より直接的に導かれる。したがって、λ が T のスペクトルに含まれるための必要十分条件は、T − λ が単射あるいは全射のいずれかでないこととなる。したがって次の三つのケースが考えられる：
1. T − λ が単射でない場合。すなわち、X 内の二つの異なる元 x、y で (T − λ)(x) = (T − λ)(y) を満たすようなものが存在する場合。このとき、z = x − y は T(z) = λz を満たす非ゼロのベクトルとなる。言い換えると、λ は線型代数学の文脈における T の固有値となる。この場合、λ は T の点スペクトルと呼ばれ、σp(T) と表される。
2. T − λ が単射で、その値域  R が X の稠密な部分集合であるが、X 全体ではない場合。すなわち、X 内のある元 x で、それに (T − λ)(y) を X 内の y を選ぶことでいくらでも近付けることが出来るが、一致させることは出来ない場合。この場合、T − λ は下に有界でない（すなわち、 ||y||=1 なる y で ||(T − λ)(y)|| がいくらでも小さいものが存在する）ことが証明される。また同様に、稠密な部分集合 R 上で定義される線型逆作用素 (T − λ)−1 は有界作用素でなく、したがって X 全体に拡張することが出来ない。このとき、λ は T の連続スペクトル σc(T) に含まれると言われる。
3. T − λ が単射であるが、稠密な値域を持たない場合。すなわち、X 内のある元 x とその近傍 N で (T − λ)(y) が N に含まれないようなものが存在する場合。このとき、作用素 (T − λ) x → x は有界あるいは非有界であるが、どのような場合でも X 全体の上への有界線型写像への一意的な拡張は存在しない。この場合の λ は T の剰余スペクトル σr(T) に含まれると言われる。

以上より、σ(T) は三つの集合の直和
{\displaystyle \sigma (T)=\sigma _{p}(T)\cup \sigma _{c}(T)\cup \sigma _{r}(T)}
で与えられることが分かる。
| T − λ の全射性         | T − λ の単射性        | T − λ の単射性         | T − λ の単射性     |
| T − λ の全射性         | 単射で下に有界        | 単射だが下に有界でない | 単射でない         |
| ---------------------- | --------------------- | ---------------------- | ------------------ |
| 全射                   | レゾルベント集合 ρ(T) | 存在せず               | 点スペクトル σp(T) |
| 全射でないが値域が稠密 | 存在せず              | 連続スペクトル σc(T)   | 点スペクトル σp(T) |
| 値域が稠密でない       | 剰余スペクトル σr(T)  | 剰余スペクトル σr(T)   | 点スペクトル σp(T) |

なお、 T − λ が単射であるかどうかに関わらず稠密な値域を持たないような λ の集合をTの圧縮スペクトルといい、 σcp(T) で表す。圧縮スペクトルは剰余スペクトルの全部と点スペクトルの一部からなる。

#### 双対作用素のスペクトル
X* を X の双対空間とし、T* : X* → X* を T の共役作用素とするとき、σ(T) = σ(T*) が成立する。
定理 有界作用素 T に対して、 σcp(T) = σp(T*) が成立する。特に、σr(T) ⊂ σp(T*) ⊂ σr(T) ∪ σp(T) である。
証明 
記号 <·, φ> で、 X* 内のある元を表すことにする。すなわち、x → <x, φ> はある有界線型汎函数 φ の作用を表すものとする。 Ran(T − λ) が X で稠密でないとする。するとハーン-バナッハの定理より、Ran(T − λ) 上で消失するようなある非ゼロの φ ∈ X* が存在する。すべての x ∈ X に対して、
{\displaystyle \langle (T-\lambda )x,\varphi \rangle =\langle x,(T^{*}-{\lambda })\varphi \rangle =0}
が成立する。したがって (T* - λ)φ = 0 ∈ X* であり、λ は T* の固有値となる。逆に、λ が T* の固有値とする。このとき、 (T* - λ)φ = 0, φ ≠ 0 なる φ ∈ X* が存在する。すべての x ∈ X に対して、
{\displaystyle \langle x,(T^{*}-\lambda )\varphi \rangle =\langle (T-\lambda )x,\varphi \rangle =0}
が成立する。Ran(T − λ) が稠密であるなら、φ はゼロ汎函数でなければならず、これは矛盾である。以上より、主張は示される。
特に、X が回帰的バナッハ空間であるときは、σr(T*) ⊂ σp(T**) = σp(T) が成立する。

### 非有界作用素に対して
有界の場合と全く同様の方法で、非有界作用素のスペクトルは三つの部分に分けることが出来る。

### 例

#### 乗算作用素
ある σ-有限測度空間 (S, Σ, μ) が与えられたとき、バナッハ空間Lp(μ)を考える。ある関数 h: S → C が本質的に有界であるとは、h が μ に関してほとんど至る所で有界であることを言う。本質的に有界な h は、Lp(μ) 上の次の有界な乗算作用素 Th を導く：
{\displaystyle (T_{h}f)(s)=h(s)\cdot f(s).}
T の作用素ノルムは h の本質的上限である。h の本質的値域は、次の方法で定義される：ある複素数 λ が h の本質的値域に含まれるとは、すべての ε > 0 に対して開球 Bε(λ) の h の下での原像が、厳密に正の測度を持つときを言う。はじめに σ(Th) が h の本質的値域に一致することを示し、その後その様々な部分について調べる。
λ が h の本質的値域に含まれないなら、h−1(Bε(λ)) が測度ゼロを持つように ε > 0 を選ぶことが出来る。このとき函数 g(s) = 1/(h(s) − λ) はほとんど至る所で 1/ε によって評価されている。このとき乗算作用素 Tg は Tg · Th − λ = Th − λ · Tg = I を満たす。したがって、λ は Th のスペクトルには含まれない。一方、λ が h の本質的値域に含まれるなら、集合の列 {Sn = 
h−1(B1/n(λ))} を考える。この各 Sn は正の測度を持つ。fn を Sn の特性函数とすれば、直接的な計算により
{\displaystyle \|(T_{h}-\lambda )f_{n}\|_{p}^{p}=\|(h-\lambda )f_{n}\|_{p}^{p}=\int _{S_{n}}|h-\lambda \;|^{p}d\mu \leq {\frac {1}{n^{p}}}\;\mu (S_{n})={\frac {1}{n^{p}}}\|f_{n}\|_{p}^{p}}
が得られる。このことから、Th − λ は下に有界ではなく、したがって可逆でないことが分かる。
λ を μ( h−1({λ})) > 0 が成立するようなものとするなら、λ は Th の点スペクトルに含まれる。すなわち、その本質的値域から λ だけを含むようなある開球 Bε(λ) を選ぶことが出来る。f を h−1(Bε(λ)) の特性函数とすると、
{\displaystyle \forall s\in S,\;(T_{h}f)(s)=\lambda f(s)}
が成立する。正の測度の原像を持たないような h の本質的値域に含まれる任意の λ は、Th の連続スペクトルに含まれる。このことを示すことは、Th − λ がそのような全ての λ に対して稠密な値域を持つことを示すことに等しい。与えられた f ∈ Lp(μ) に対して、再び集合の列 {Sn = h−1(B1/n(λ))} を考える。gn を S − Sn の特性函数とする。次を定義する。
{\displaystyle f_{n}(s)={\frac {1}{h(s)-\lambda }}\cdot g_{n}(s)\cdot f(s).}
直接的な計算により fn ∈ Lp(μ) が分かり、優収束定理から、
{\displaystyle (T_{h}-\lambda )f_{n}\rightarrow f}
が Lp(μ) ノルムにおいて成立することが分かる。
したがって、乗算作用素は剰余スペクトルを持たない。特に、スペクトル定理より、ヒルベルト空間上の正規作用素は剰余スペクトルを持たないことが分かる。

#### シフト
特別な場合として S が自然数の集合であり μ が数え上げ測度であるような場合を考える。このとき対応する Lp(μ) は lp と表記される。この空間は、
{\displaystyle \sum _{n\geq 0}|x_{n}|^{p}<\infty }
を満たすような複素数の列 {xn} より構成される。1 < p < ∞ に対して、空間 l p は回帰的となる。左シフト作用素 T : l p → l p を
{\displaystyle T(x_{1},x_{2},x_{3},\dots )=(x_{2},x_{3},x_{4},\dots )}
で定義する。この T は、作用素ノルムが 1 であるような部分等長作用素である。したがってスペクトル σ(T) は複素平面の閉単位円板に含まれる。
このとき T* は、1/p + 1/q = 1 を満たすような q に対する空間 l q 上の右シフト（あるいは片側シフト）で、次のように与えられる：
{\displaystyle T^{*}(x_{1},x_{2},x_{3},\dots )=(0,x_{1},x_{2},\dots ).}
これは等長作用素である。|λ| < 1 を満たすような λ ∈ C に対して、
{\displaystyle x=(1,\lambda ,\lambda ^{2},\dots )\in l^{p}}
であり、T x = λ x が成り立つ。したがって、T の点スペクトルは開単位円板を含むこととなる。回帰性と上述の定理を思い起こせば、開単位円板は T* の剰余スペクトルに含まれると結論付けることが出来る。
有界作用素のスペクトルは閉である。このことは、単位円 { |λ| = 1 } ⊂ C が σ(T) 内にあることを意味する。また、T* は固有値を持たない。すなわち、σp(T*) は空集合である。ふたたび l p の回帰性と上述の定理により、σr(T)
も空集合であることが分かる。したがって、単位ノルム長の複素数 λ に対し、λ ∈  σp(T) あるいは λ ∈ σc(T) が成立する。今、もし |λ| = 1 で
{\displaystyle Tx=\lambda x,\;i.e.\;(x_{2},x_{3},x_{4},\dots )=\lambda (x_{1},x_{2},x_{3},\dots )}
が成立するなら、
{\displaystyle x=x_{1}(1,\lambda ,\lambda ^{2},\dots )}
となるが、これは l p には含まれず、矛盾である。したがってこのことは、単位円は T の連続スペクトルでなければならないことを意味する。
右シフト作用素 T* に対し、σr(T*) は開単位円板となり、σc(T*) は単位円となる。
p = 1 に対しても、同様の解析を行うことが出来る。得られる結果はしかし、回帰性が成立しないために、全く同一ということにはならない。

## ヒルベルト空間上の自己共役作用素
ヒルベルト空間はバナッハ空間であり、したがって上述の定理はヒルベルト空間上の有界作用素に対しても同様に適用することが出来る。しかし各作用素の共役作用素に関して、差異が生じる可能性がある。例えば、H をヒルベルト空間とし、T ∈ L(H) とすれば、σ(T*) は σ(T) と一致はしないが、その像は複素共役の下にある。
自己共役作用素 T ∈ L(H) に対して、ボレル汎函数解析は、スペクトルを自然に分解する方法を提供するものである。

### ボレル汎函数計算
この小節ではこの種の計算の発展について簡単に説明する。初めに連続汎函数計算を構築し、リース＝マルコフの表現定理を介して可測函数へと移すということが、アイデアである。連続汎函数計算に対し、キーとなる事実を次に述べる。
1. T が自己共役であるなら、任意の多項式 P の作用素ノルムは
{\displaystyle \|P(T)\|=\sup _{\lambda \in \sigma (T)}|P(\lambda )|}
で与えられる。
2. ストーン＝ワイエルシュトラスの定理により、複素数を係数に持つ多項式の族は C(σ(T)) において稠密で、σ(T) 上の連続函数であることが分かる。
族 C(σ(T)) は、一様ノルムが与えられたとき、バナッハ環となる。したがって写像
{\displaystyle P\rightarrow P(T)}
は C(σ(T)) の稠密な部分集合から L(H) への等長準同型である。その写像を連続性により拡張することで f ∈ C(σ(T)) に対して f(T) が与えられる。すなわち、Pn を Pn → f が一様に成立するような多項式とし、f(T) = lim  Pn(T) を定義する。これが連続汎函数計算である。
ある固定された h ∈ H に対して、
{\displaystyle f\rightarrow \langle h,f(T)h\rangle }
が C(σ(T)) 上の正の線型汎函数であることに注意されたい。リース＝マルコフの表現定理によれば、σ(T) 上の測度 μh で
{\displaystyle \int _{\sigma (T)}f\,d\mu _{h}=\langle h,f(T)h\rangle }
を満たすようなものが唯一つ存在する。この測度はしばしば、h に関するスペクトル測度（spectral measure associated to h）と呼ばれる。このスペクトル測度は、連続汎函数計算を有界ボレル函数へ拡張するために用いることが出来る。ボレル可測であるような有界函数 g と、g(T) に対して
{\displaystyle \int _{\sigma (T)}g\,d\mu _{h}=\langle h,g(T)h\rangle }
を定義する。偏極恒等式を介して（H が複素と仮定されているので）、
{\displaystyle \langle k,g(T)h\rangle }
を求めることが出来、したがって任意の h に対して g(T) h が得られる。
この文脈において、測度論の結果と結び付けられるスペクトル測度が、σ(T) の分解を与えることが分かる。

### スペクトルの分解
h ∈ H とし、それに対応する σ(T) ⊂ R 上のスペクトル測度を μh とする。ルベーグの分解定理を応用することで、μh は以下の三つの互いに特異的な部分に分解される：
{\displaystyle \,\mu =\mu _{\mathrm {ac} }+\mu _{\mathrm {sc} }+\mu _{\mathrm {pp} }.}
ここで μac はルベーグ測度に関して絶対連続であり、μsc はルベーグ測度に関して特異的であり、μpp は純粋な点測度である。
これら三種類の測度はすべて線型作用の下で不変である。Hac を、スペクトル測度がルベーグ測度に関して絶対連続であるようなベクトルからなる部分空間とする。同様に Hpp と Hsc も定義する。これらの部分空間は T の下で不変である。例えば、h ∈ Hac および k = T h であるなら、χ を σ(T) 内のあるボレル集合の特性関数とすれば、
{\displaystyle \langle k,\chi (T)k\rangle =\int _{\sigma (T)}\chi (\lambda )\cdot \lambda ^{2}d\mu _{h}(\lambda )=\int _{\sigma (T)}\chi (\lambda )\;d\mu _{k}(\lambda )}
が成立する。したがって
{\displaystyle \lambda ^{2}d\mu _{h}=d\mu _{k}\,}
であり、k ∈ Hac が成立する。さらに、スペクトル定理を適用することで
{\displaystyle H=H_{\mathrm {ac} }\oplus H_{\mathrm {sc} }\oplus H_{\mathrm {pp} }}
が得られる。これは次の定義につながる：
1. Hac に制限された T のスペクトルは、T の絶対連続スペクトル（absolutely continuous spectrum）と呼ばれ、σac(T) と表記される。
2. Hsc に制限された T のスペクトルは、T の特異スペクトル（singular spectrum）と呼ばれ、σsc(T) と表記される。
3. T の固有値の集合は T の純点スペクトル（pure point spectrum）と呼ばれ、σpp(T) と表記される。

T の固有値の閉包は、Hpp に制限された T のスペクトルである。したがって
{\displaystyle \sigma (T)=\sigma _{\mathrm {ac} }(T)\cup \sigma _{\mathrm {sc} }(T)\cup {{\bar {\sigma }}_{\mathrm {pp} }(T)}}
が成立する。

### 比較
ヒルベルト空間上の有界な自己共役作用素は、バナッハ空間上の有界作用素である。
バナッハ空間の構成とは異なり、合併
{\displaystyle \sigma (T)={{\bar {\sigma }}_{\mathrm {pp} }(T)}\cup \sigma _{\mathrm {ac} }(T)\cup \sigma _{\mathrm {sc} }(T)}
は必ずしも非交和（disjoint）でなくてもよい。これが非交和となるのは、作用素 T の重複度（multiplicity）が一様に m であるとき、すなわち、あるボレル測度 {\displaystyle \mu _{i}} に対して、直和
{\displaystyle \oplus _{i=1}^{m}L^{2}(\mathbb {R} ,\mu _{i})}
上での λ 倍と T がユニタリ同値であるときである。上述の式に 1 より多い測度があらわれるとき、それら三種類のスペクトルの合併は非交和でないことがあり得ることが分かる。
λ ∈ σac(T) ∩ σpp(T) であるとき、λ はしばしば絶対連続スペクトルに「埋め込まれた（embedded）」固有値と呼ばれる。
T が
{\displaystyle L^{2}(\mathbb {R} ,\mu )}
の λ 倍とユニタリ同値であるとき、ボレル汎函数計算による σ(T) の分解は、バナッハ空間の場合を改善したものである。

### 物理学
上述の議論は、非有界な自己共役作用素に対しても拡張できる。なぜならば、局所コンパクトハウスドルフ空間に対してもリース＝マルコフの表現定理は成立するからである。
量子力学において、オブサーバブルは必ずしも有界ではない自己共役作用素で、それらのスペクトルは得られうる測定値である。物理学的なオブザーバブルの絶対連続スペクトルは、系の自由状態に対応し、純点スペクトルは束縛状態に対応する。特異スペクトルは、物理的に不可能な結果に対応する。純連続スペクトルを持つような量子力学的オブザーバブルの例に、直線上を動く自由粒子の位置演算子が挙げられる。そのスペクトルは、実数直線全体である。また、運動量演算子はフーリエ変換を介して位置演算子とユニタリ同値であるため、それらのスペクトルは等しい。
直感的には、スペクトルの離散性は対応する「局在化された」状態と密接な関係があるように思われるかも知れない。しかし、数学的解析を注意深く行えば、これは真でないことが分かる。次に定める {\displaystyle f} は {\displaystyle L^{2}(\mathbb {R} )} の元で、{\displaystyle x\to \infty } に対して増加する：
{\displaystyle f(x)={\begin{cases}n&{\text{if }}x\in \left[n,n+{\frac {1}{n^{4}}}\right],\\0&{\text{else.}}\end{cases}}}
しかし、アンダーソン局在や動的局在の現象は、物理学的な意味でいつ固有関数が局在化するかを示すものである。アンダーソン局在は、固有関数が {\displaystyle x\to \infty } に対して指数関数的に減衰することを意味する。動的局在を定義するためにはより繊細な議論が必要となる。
物理学の量子力学的計算を行う際、L2(R) に属さない「固有ベクトル」に遭遇することがしばしばある。すなわち、局在化されない波動函数である。それらは系の自由状態である。上述のように、数学的定式化においては、自由状態は絶対連続スペクトルに対応する。もし固有ベクトルと固有関数の概念が厳密に保たれるものであると主張するのであれば、帆装ヒルベルト空間上の作用素を考えることが出来る。
しばらくの間、特異スペクトルは技巧的なものであると信じられてきた。しかし、概マシュー作用素やランダムシュレディンガー作用素によって示されるように、それらは他のスペクトルと同様、物理学において自然に生じるものなのである。